# Schlacht von Ashdown
Die Schlacht von Ashdown fand am 8. Januar 871 in der Nähe von Ashdown, Berkshire, England, statt. Ashdown, aus altenglisch Æscesdūn über Ashdune abgeleitet, bedeutet Eschenhügel. Der genaue Ort ist bis heute unbekannt, da der Name sehr verbreitet war, so dass nur Vermutungen möglich sind.

## Vorgeschichte
Die Dänen waren Ende des Jahres 870 aus East Anglia kommend in Wessex eingefallen, um das letzte große angelsächsische Königreich (Northumbrien, Mercien und East Anglia waren bereits von den Dänen erobert worden) einzunehmen. Nachdem bereits die Schlachten von Englefield und Reading stattgefunden hatten, sammelten König Æthelred und sein Bruder Alfred ihre Truppen erneut.

## Schlachtverlauf
Am 8. Januar 871 trafen die Angelsachsen bei Ashdown auf die Dänen. Beide Heere teilten sich in zwei Abteilungen auf und verschanzten sich. Bald rückte Alfred mit seinen Truppen in einer dichten Phalanx gegen die Dänen auf einem Hügel vor, während König Æthelred angeblich in seinem Zelt eine Messe hörte und um himmlischen Beistand betete. Nachdem der dänische König Bagsecg und seine Jarle Sidrac der Ältere, Sidrac der Jüngere, Osborn, Frene und Harold mit vielen Männern in einem langen und harten Kampf gefallen waren, mussten die Dänen fliehen. Die Angelsachsen verfolgten sie die ganze Nacht hindurch und machten die Fliehenden nieder.
Die vielen tausend gefallenen Dänen sind ebenso stark übertrieben, wie zehntausend Angelsachsen. Symeon von Durham gibt die Zahl der Gefallenen beider Seiten mit insgesamt 1150 an, zuzüglich der vielen tausend auf der Flucht Getöteten. Die Opferzahlen in den Quellen sind generell oft nicht sehr zuverlässig; offenbar errangen die Angelsachsen jedoch einen eindeutigen Sieg. Dessen Bedeutung stellte Alfreds Biograph Asser besonders heraus, um so Alfred hervorzuheben.
Abweichend von Asser überliefert Symeon von Durham, dass die Jarle Frana und Harald nicht im eigentlichen Kampf fielen, sondern auf der Flucht umkamen. Der Name des zweiten Dänenkönigs Halfdan ist nur in einem Manuskript der Angelsächsischen Chronik überliefert.